# جنت گینور
'لائورا آگوستا گینور (انگلیسی: Laura Augusta Gainor) با نام هنری جنت گینور (انگلیسی: Janet Gaynor؛ زاده ۶ اکتبر ۱۹۰۶ درگذشته ۱۴ سپتامبر ۱۹۸۴) یک هنرپیشه اهل ایالات متحده آمریکا بود. او بین سال‌های ۱۹۲۴ تا ۱۹۸۱ میلادی فعالیت می‌کرد. وی برای بازی در فیلم سیر در عرش جایزه اسکار بهترین بازیگر نقش اول زن را دریافت کرد.
وی در ۱۴ سپتامبر ۱۹۸۴ در سن ۷۷ سالگی در بیمارستان صحرایی در پالم اسپرینگز، کالیفرنیا درگذشت و در گورستان Hollywood Forever به خاک سپرده شد.

## جوایز
- جایزه اسکار بهترین بازیگر نقش اول زن

## فیلم‌شناسی
- مسابقه شبدر
- بازگشت پیتر گریم
- بوسه نیمه‌شب
- بن هور (۱۹۲۵)
- سیل جانزتاون (۱۹۲۶)
- عقاب آبی
- دو دختر خواسته می‌شوند
- ۴۵ دقیقه از هالیوود (۱۹۲۶)
- طلوع: آواز دو انسان (۱۹۲۷)
- سیر در عرش (۱۹۲۷)
- فرشته خیابانی (۱۹۲۸)
- ساحل آفتابی
- ستاره شانس
- ۴ ابلیس (۱۹۲۸)
- کریستینا
- جامعه آبی‌های اشرافی
- روزهای شادی
- فقط ماری ازدواج می‌کند
- مردی که برگشت
- بابا لنگ‌دراز (۱۹۳۱)
- تس در کشور توفانی
- اولین سال
- ایالت آتش
- طبقه بهترین چیز آینده
- قابل ستایش
- خدمتکار وارد می‌شود
- تغییر تصمیم
- کارولینا (۱۹۳۴)
- یک بهار بیشتر
- دهقان زن می‌گیرد
- دختر شهر کوچک (۱۹۳۶)
- یک شهر سواره نظام
- خانم‌هایی در عشق
- ستاره‌ای زاده شده است (۱۹۳۷)
- جوانی در قلب
- نانسی سه عشق دارد
- تا زمانی که ابرها پراکنده می‌شوند
- برنارین